# Nawaf Shukralla
Nawaf Abdullah Ghayyath Shukralla, född 13 oktober 1976, är en fotbollsdomare från Bahrain. Shukralla blev internationell Fifa-domare 2007.